# Alessio Boggiatto
Alessio Boggiatto (Italia, 7 de enero de 1981) es un nadador italiano retirado especializado en pruebas de cuatro estilos, donde consiguió ser campeón mundial en 2001 en los 400 metros estilos.

## Carrera deportiva
En el Campeonato Mundial de Natación de 2001 celebrado en Fukuoka ganó la medalla de oro en los 400 metros estilos, con un tiempo de 4:13.15 segundos, por delante de los estadounidenses Erik Vendt (plata con 4:15.16 segundos) y Tom Wilkens (bronce con 4:15.94 segundos).